# Aérodrome de Langogne - Lespéron
L'aérodrome de Langogne - Lespéron (code OACI : LFHL) se situe sur la commune ardéchoise de Lespéron (région Auvergne Rhône Alpes), à proximité immédiate de la ville lozérienne de Langogne (région Occitanie). Cet aérodrome civil est ouvert à la circulation aérienne publique (CAP).

## Histoire
L'aérodrome de Langogne-Lespéron a été créé en 1974 à l'initiative de Gilbert Trémolet, conseiller municipal de Langogne et ainsi premier président de l'aéroclub de Langogne-Lespéron. L'aéroclub créé en 1972 est initialement et toujours en charge de l'infrastructure que constitue l'aérodrome. Il porte désormais le nom de Gilbert Trémolet.
Cet aérodrome est dès sa création dédié au désenclavement du territoire et à la pratique, avec formation, des activités aéronautiques générales et de loisir.
Un hangar et un bâtiment d'accueil sont construits en 1975. Avions de tourisme et planeurs, du club local, des régions voisines et de l'étranger le fréquentent en été surtout, compte tenu de sa situation en altitude (1018 m). L'association "des vélivoles des Hauts Plateaux Ardéchois" y est en outre active de 1984 à 1995. En 2007, le club acquiert un ULM (aéronef ultra-léger motorisé) de type "multiaxe" et assure la formation au brevet d'ULM grâce à l'instructeur Urbain Delmas qui assurait précédemment l'instruction sur avion. Le vol en montagne est une activité privilégiée, grâce aux altisurfaces voisins (en Ardèche) du Bez et de Notre-Dame-des-Neiges.
Le club se dote d'un deuxième ULM multiaxe en 2015 et la formation est maintenue avec un nouvel instructeur chef pilote en 2018.

## Situation
L'aérodrome est situé à 3,5 km au sud-est de la ville de Langogne et à 43 km (23NM) de l'aérodrome ou aéroport le plus proche (Le Puy - Loudes).

## Agrément
L'aérodrome de Langogne - Lespéron fait partie de la liste réglementaire des aérodromes ouverts à la circulation aérienne publique, depuis sa création.
Le vol à vue (VFR) est seul autorisé. Les conditions détaillées d'utilisation de l'aérodrome sont définies dans le document "carte VAC" (carte d'approche et d'atterrissage à vue) de l'AIP France.

## Installations

### Piste
L’aérodrome dispose d'une piste en herbe orientée à 36° de l'axe nord-sud (04/22). Elle fait 883 m de longueur et 50 m de largeur. La longueur utilisable au décollage "en 04" et à l’atterrissage "en 22" est réduite par la présence d'arbres en extrémité nord-est.
Elle présente une très légère pente, entre les altitudes 1008 et 1018 m.

### Prestations
L’aérodrome n’est pas contrôlé. Les communications, par radio obligatoire, s’effectuent en auto-information sur la fréquence de 123,50 MHz.
L'aérodrome, son hangar et son bâtiment d'accueil sont gérés et entretenus par l'aéroclub.
L'aérodrome dispose d'aires de stationnement pour les aéronefs de passage.
Le Bureau régional d'information et d'assistance en vol auquel est rattaché l'aérodrome est défini dans la carte VAC (c'est Bordeaux après mars 2023).

## Aéroclub
Sur l'aérodrome se trouve l'aéroclub Gilbert-Trémolet. Cette association loi de 1901 assure la gestion et l'entretien des installations réglementées, l'accueil et de la formation.
L'aéroclub possède deux ULM de type multiaxe. Depuis 2020, ce sont deux modèles TETRAS, avec train d'atterrissage "classique", très adaptés au vol en montagne.
L'aéroclub est affilié à la Fédération française d'ULM (FFPLUM). Il propose la formation au pilotage d'ULM multiaxe pour la licence ULM et pour la maîtrise du vol en montagne, des vols de découverte ou baptèmes de l'air.